# 巨狐猴
巨狐猴（Megaladapis）是馬達加斯加已滅絕的一屬靈長目。
身長最大可達1.3-1.5m。

## 身體特徵
巨狐猴的近親是鼬狐猴，並與另外兩個屬組成了鼬狐猴科。但是巨狐猴與其他的狐猴有很大分別。牠的身體矮胖，像現今的無尾熊。牠的手臂及手指很長，適合抓樹，腳則呈八字形適合直立攀爬。
巨狐猴的頭部不像其他的靈長目，頭顱骨在靈長目中很獨特，鼻的部份像黑犀牛，且可能有特大的上唇。牠的犬齒很長，顎骨像牛的，形成很長的鼻端。牠的顎肌很強壯，可以咬碎粗糙的植物。牠們約重50公斤。

## 滅絕
巨狐猴的攀樹能力使牠不能適應馬達加斯加森林的轉變。於1500-2000年前人類到達後，馬達加斯加的森林被剷平成為農地。巨狐猴未能適應這種環境轉變，且成為了獵人的目標，最終於500年前歐洲發現馬達加斯加時滅絕。

## 神秘生物學
一般相信馬達加斯加的一種傳說生物「tretretretre」，可能就是巨狐猴。但是這種傳說生物卻有著像人類的面，似乎更像古原狐猴。另外，霍伊維爾曼（Bernard Heuvelmans）認為巨狐猴其實是另一種傳說生物「Tokandia」的參考對象。一些如在地上或樹上的跳躍動作，不像人的面但像人的叫聲等，都顯示這個可能性。

## 外部連結
- Megaladapis Edwardsi: Scientific information （页面存档备份，存于）
- Discovery Channel: Animation gallery of mega beasts
- AMNH Bestiary
- Mikko's Phylogeny Archive